# Gnaeus Naevius
Gnaeus Naevius, född omkring 265 f.Kr. i Kampanien, död troligen omkring år 201 f.Kr. i Utica, var en romersk författare.
Naevius deltog i första puniska kriget (264–241 f.Kr.), men ägnade sig sedan åt diktkonsten. Han var en ivrig motståndare till högaristokratin och angrep i sina stycken hänsynslöst i synnerhet släkterna Metellus och Scipio. Han blev också därför anklagad och satt i fängelse, men frigavs snart genom folktribunernas mellankomst. Längre fram blev han landsförvisad till Utica och dog i landsflykten.
Naevius skrev några tragedier efter grekiskt mönster, till exempel Aegisthus, och nationellt romerska stycken (praetextae), till exempel Clastidium, men mycket flera komedier, de senare huvudsakligen efterbildningar av grekiska mönster (palliatae), vilka han dock bearbetade fritt och med romersk färgläggning. Hans framställningssätt var kraftigt och något grovkornigt, kryddat av humor med livlig dialog. Hans första stycke uppfördes 235 f.Kr.
Vidare författade Naevius en episk dikt i sju böcker på saturnisk vers över första puniska kriget (Bellum punicum). Av hans arbeten finns nu endast spridda fragment och titlar, till en del osäkra; de är samlade av Lucian Müller, Livii Andronici et Cn. Naevii fabularum reliquiae (1885) och (Bellum punicum) i densammes upplaga av Ennius (1884).